# 白虎隊

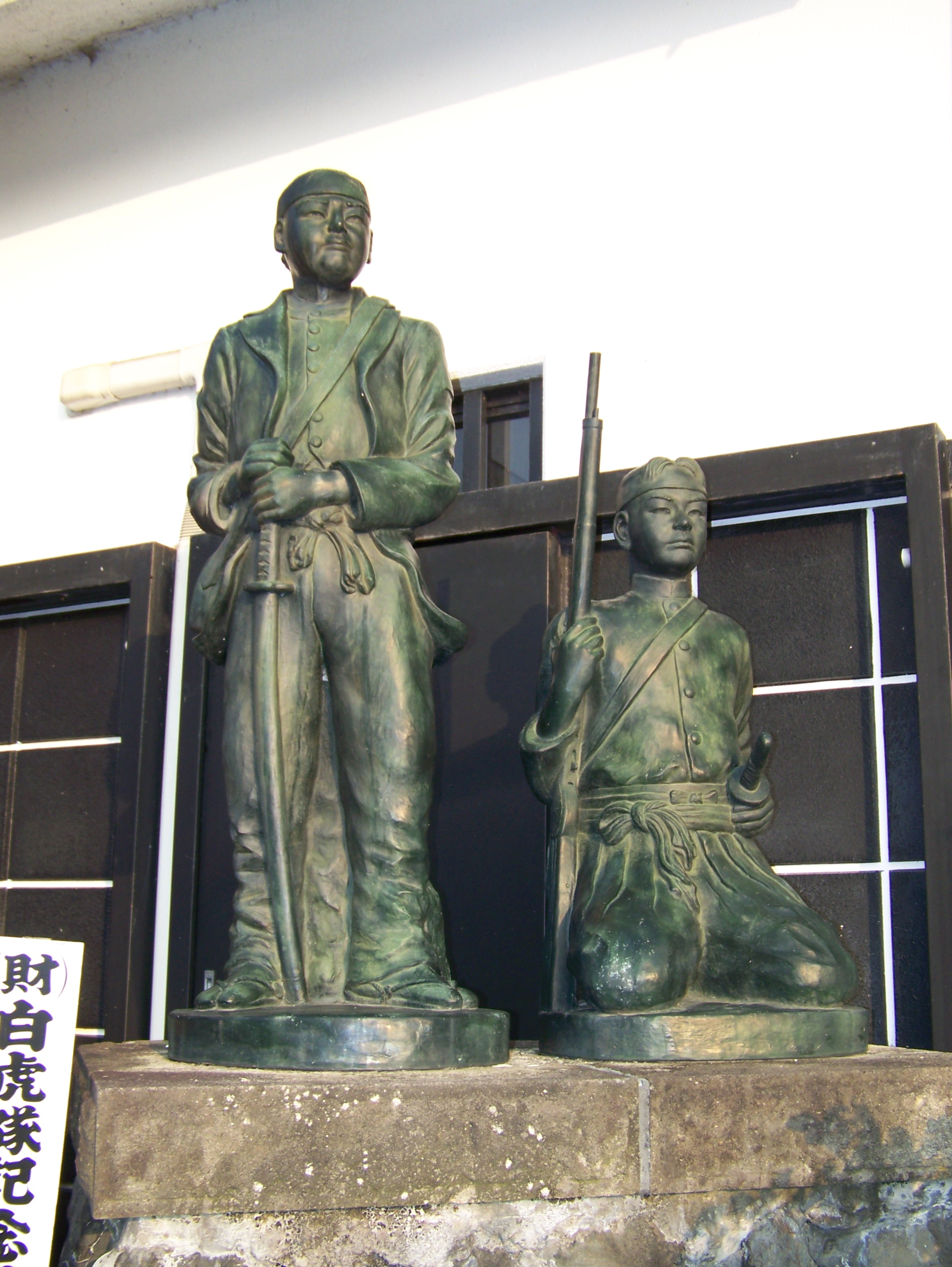
白虎隊像（福島県会津若松市）

白虎隊（びゃっこたい）は、日本の幕末維新における戊辰戦争の一環である会津戦争に際して、会津藩が組織した、武家男子を集めた部隊である。中には志願して生年月日を改め15歳で出陣した者もいたほか、幼少組として13歳の少年も加わっていた。名称は、中国の伝説の神獣「白虎」に由来する。他に玄武隊、朱雀隊、青龍隊、幼少隊などがある。
会津藩の敗色が濃くなる中での飯盛山での自刃で知られるが、戦死や自刃をしなかった隊士約290人は明治維新後を生きた。

## 概要
慶応4年（1868年）、鳥羽・伏見の戦いにより戊辰戦争が勃発した。会津藩主松平容保が江戸幕府を支えて活動してきたため、会津藩は佐幕勢力の中心と見なされ、新政府軍の仇敵となった。
白虎隊は本来は予備兵力であった。隊は士中隊、寄合隊、足軽隊から成り、充足数はおよそ340名程度とされた。なお、装備していた火器は旧式銃（ヤーゲル銃、短銃身化したゲベール銃、前装式の銃）のみであったとされる。これは火縄銃よりはましというレベルの装備であり、新政府軍の主力たる西南雄藩部隊の新型銃器（ミニエー銃、スナイドル銃）に対して著しく劣っていた（そもそも東北地方諸藩のほとんどは、旧式軍備の更新を行わないまま戊辰戦争に突入していた）。
会津藩では若松城（鶴ヶ城）を死守すべく、若松へと至る街道口に主力部隊を展開させて防備に努めたが、圧倒的な物量で迫る新政府軍に対しては劣勢は否めなかった。重要な進軍路であった十六橋を落とすことに失敗したという防衛戦略上の不備も重なり、本来は城下町防衛の任に当たるべく組織された白虎隊も、これを支援する形で前線へと進軍した。若年兵の投入が焼け石に水なのは誰もが承知のことであったが、老若男女が玉砕覚悟で臨む戦局にあっては是非もなく、白虎隊は各防衛拠点へと投入された。
しかし会津軍の劣勢は如何ともし難く、白虎隊も各所で苦戦を強いられ、最精鋭とされた士中隊も奮戦空しく撤退を余儀なくされた。このうち一番隊は藩主松平容保護衛の任に当たったが、二番隊は戸ノ口原の戦いで決定的打撃を受けて潰走し、そこで数名の戦死者が出ている。8月23日に負傷者を抱えながら残りの合計7人（20人という説もある）が郊外の飯盛山へと落ち延びた（この間、庄田保鉄ら隊員数人が農家で草鞋を貰い受けている間にはぐれた）。この時、深刻な負傷によりこれ以上はもはや戦えないと悟り、結果として7名（20名という説もある）が自刃を決行し、6名（19名という説もある）が死亡。唯一喉を突いた飯沼貞吉（のち貞雄と改名）のみが一命を取り留めた。
1928年（昭和3年）に刊行された平石弁蔵『会津戊辰戦争 増補 白虎隊娘子軍高齢者之健闘』によって、白虎隊は若松城周辺から上がる煙を見て落城したと誤認し、自決を選んだという認識が一般に広まった。貞吉が生前に伝え残した手記『白虎隊顛末略記』（貞吉からの聞き書きに本人が朱を入れたもの）を、会津藩士の子孫や研究家からなる「白虎隊の会」事務局長の飯沼一元（貞吉の孫）が2010年頃に親類宅で見つけ、若松城へたどり着くか、敵軍に斬り込むか「甲怒り、乙罵り、激論以てこれ争う」というやり取りがあったことを知った。白虎隊の会は2011年、落城誤認説は誤りであるとする説明文を飯盛山に建てた。入城か突撃か、いずれを主張した隊士も、敵に捕まり生き恥を晒すよりはと、武士の本分を明らかにするために飯盛山で自刃を決行したとみられる。
途中はぐれた庄田保鉄らはその後、鶴ヶ城に入城し、士中一番隊の生存者と共に白虎士中合同隊となって西本丸を守った。籠城戦は1か月続いたが、最終的に会津藩は降伏した。
その後、飯沼は電信技士として明治・大正を生き抜き、1931年（昭和6年）に77歳で没した。飯盛山での出来事についてその重い口を開いたのは晩年だったそうで、そこから白虎隊の悲劇が現在に伝わっている。ちなみに飯沼は電信技士をしていた時期に日清戦争が勃発し、陸軍歩兵大尉として出征して漢陽に渡った際、ピストルを携帯するように言いつけられたが、「自分は白虎隊として死んだ身である」と断ったという逸話が残っている。飯沼の遺骨の一部は、遺言により飯盛山に眠る同志と同じ場所に埋葬された（ただし、飯沼の墓は他の隊士の墓から距離を置いて建てられている）。
このほか「士中二番隊」の隊士であった酒井峰治も生き残って北海道に移住し、米穀業を営んだ。没後の1990年、孫の酒井峯男が仏壇の中から『戊辰戦争実歴談』を発見し、戸ノ口原の戦闘や会津城攻防戦などを詳述した貴重な史料となっている。士中二番隊半隊頭だった佐藤駒之進のように、地元会津では戦死と思われていたが、存命で北海道に移住したことが高度経済成長期に知られたような例もある。

## 白虎士中二番隊
隊長
- 日向内記

小隊頭
- 山内弘人
- 水野祐之進

半隊頭
- 佐藤駒之進
- 原田克吉

隊士
- 安達藤三郎†
- 池上新太郎†
- 石山虎之助†
- 井深茂太郎†
- 片峯祐之進
- 笹原傳太郎
- 篠沢虎之助
- 庄田保鉄
- 多賀谷彦四郎
- 津川喜代美†
- 永瀬雄次†
- 江南哲夫
- 成瀬善四郎
- 野村駒四郎†
- 原鋧三郎
- 間瀬源七郎†
- 簗瀬勝三郎†
- 矢島八太郎
- 有賀織之助†
- 石田和助†
- 伊東悌次郎†
- 伊藤俊彦†
- 伊東又八郎（伊藤又八）
- 飯沼貞吉
- 酒井峰治
- 篠田儀三郎†
- 城取豊太郎
- 鈴木源吉†
- 遠山雄午
- 永野兵太郎
- 西川勝太郎†
- 林八十治†
- 藤沢啓次
- 原三四五郎
- 簗瀬武治†
- 吉田錺之助
- 津田捨蔵†
- 石黒寅三郎
- 浮洲政
- 小野田尚四郎
- 志賀与三郎
- 竹村幸次郎
- 田中清三郎
- 松原孫次郎
- 向山仙吾

うち†印の者は飯盛山での自刃者として名が挙がっている

## 白虎隊の構成
- 士中一番隊 49名、二番隊 42名
- 寄合一番隊 106名、二番隊 67名
- 足軽隊 79名

から成り、合計343名である。

## 墓所と記念碑・顕彰物

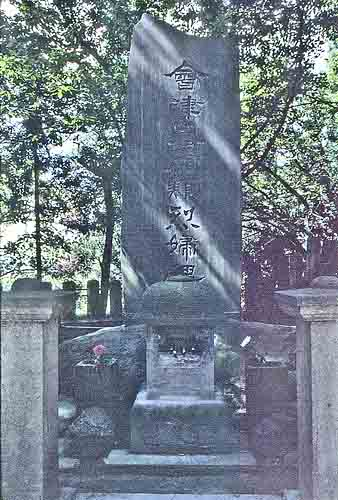
会津藩殉難烈婦碑

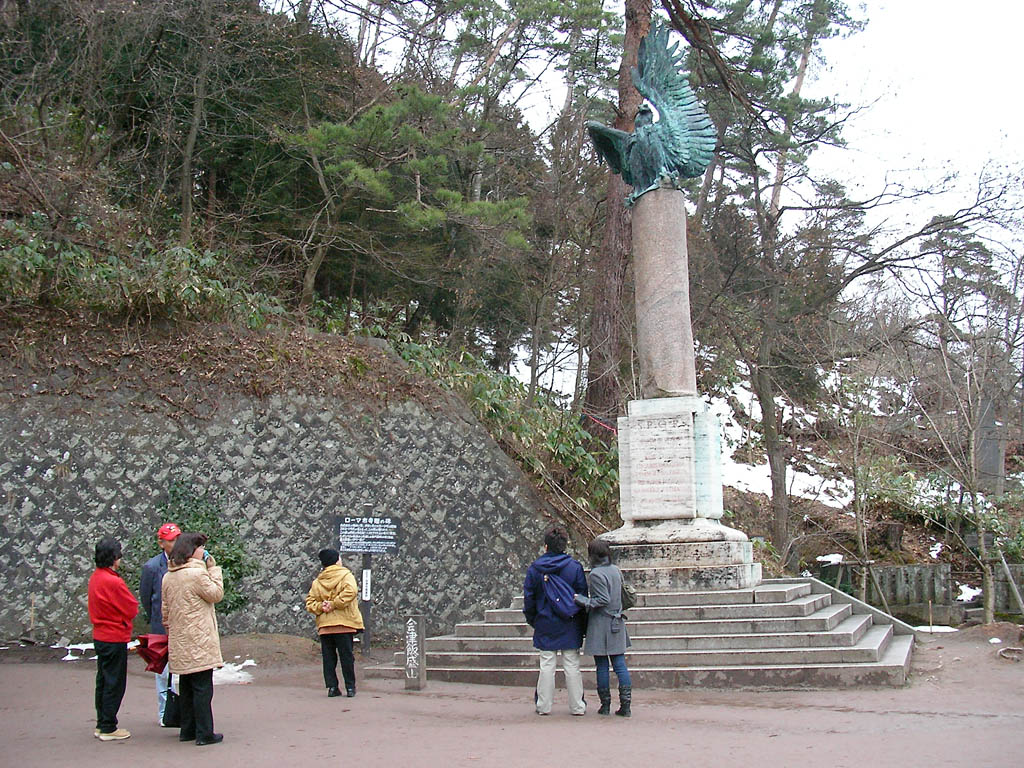
ローマ市寄贈の碑

飯盛山に白虎隊士の墓所がある。元々は自刃した16人の合葬墓で、23回忌の1890年（明治23年）、出陣した隊士37人のうち戦死を含む19人全員を自刃として扱い、一人ずつの銘々碑を建立した。会津歴史研究会会長の井上昌威は、白虎隊を忠君の鑑として顕彰することが明治の国民教育に合致していたためと推測する。
飯盛山には銘々碑のほか、戊辰戦争時に自刃した武家女性や討ち死にした婦女子約200名の霊を慰める石碑「会津藩殉難烈婦碑」がある。墓域の整備に際しては根津嘉一郎の尽力があった。この記念碑の建立に際し建設会が組織され、高松宮宣仁親王が総裁、近衛文麿が会長、田中義一が名誉会長、徳川頼貞、大倉喜七郎が理事に就任し、地元では当時の若松市長で会津弔霊義会理事長でもあった松江豊寿等が活動した。
また、1935年に駐日ドイツ大使館員のハッソー・フォン・エッツドルフが飯盛山を訪れた時に、白虎隊の少年たちの心に深い感銘を受けて個人的に寄贈した記念碑や、1928年にイタリアの最高指導者ベニート・ムッソリーニが寄贈したという古代ローマ時代のポンペイから発掘された宮殿の石柱による記念碑がある。なおムッソリーニが記念碑を寄贈するに至ったのは、下位春吉という人物が当時の若松市（現・会津若松市）の市長に対して「ムッソリーニは白虎隊の事績に感激し、記念碑を送ることを計画している」と述べたことがきっかけとなっている。とはいえ実際にはそのような計画は存在しておらず、下位による創作話であった。しかしこの話題が新聞に掲載され、幣原喜重郎や元隊員でもある山川健次郎ら名士からの賛助も与えられたため、実際に記念碑を建てる必要が生じた。そこで外務省からムッソリーニへ打診を行い、建立に至ったという経緯が存在している。イタリアとドイツの記念碑については、第二次世界大戦後に日本を占領した米軍当局からの命令で碑文が削除され、ドイツの記念碑には破壊命令も下されたが地元民が保管して破壊は免れた。ドイツの記念碑は1953年に再設置され、1955年に当初のものとは異なる碑文が刻まれた。
北海道久遠郡せたな町に隊士の有賀織之助、永瀬雄次の従兄弟である丹羽五郎が開拓した丹羽（村）があり、そこの玉川神社には「白虎隊遥拝所」がある。
山口県萩市唐樋町の火除け地蔵堂に、額入りの石版画『白虎隊自刃図』がある。戦火に包まれた若松城下を望む少年たちが描かれているが、いつ誰が描いたものかは不明である。戊辰戦争終結10年以内に描かれたという由来文があるが、山と城の位置関係が間違っており従軍した者が描いたにしてはおかしいとの指摘を受けている。なお萩市は、新政府軍の中核だった長州藩の城下である。
観光施設として復元されている会津藩校「日新館」は、白虎隊士を輩出した学校として、その歴史を現代に伝えている。また会津若松出身の弁護士・早川喜代次は1956年、私財を投じて「白虎隊記念館」を飯盛山に建てた。

## 著名人との関わり
井深茂太郎の一族からは、後にソニーの創業者となる井深大が産まれている。石山虎之助は井深家からの養子であり、井深大の祖父・井深基（もとい）は虎之助の実の兄である。

## 関連作品

### 小説
- 星亮一『続会津藩燃ゆ ああ白虎隊』（1987年、角川文庫）

### 映画
- 白虎隊（1927年、松竹）
- 花の白虎隊（1954年、大映）

### テレビドラマ
- 燃ゆる白虎隊（1965年、TBS）
- 白虎隊（1986年、日本テレビ）
- 白虎隊（2007年、テレビ朝日）
- 白虎隊〜敗れざる者たち（2013年、テレビ東京）
- 八重の桜（2013年、NHK大河ドラマ）

### 音楽
- 藤山一郎 - 『白虎隊』(1937年)
- 堀内孝雄 - 『愛しき日々』(1986年)
- 石原詢子 - 『白虎隊(詩吟「白虎隊」入り)』(アルバム『詢風 ～吟詠の世界～』収録、2018年)

### 漫画
- まんが会津白虎隊（中島昭二、単行本歴史春秋刊）
- 白虎隊（劇画、杉山義法原作、小島剛夕作画、日本テレビ、1986年／小池書院、2013年）
- 会津白虎隊異聞 士魂燃ゆ（倉科遼原作、杉浦要之介作画、日本文芸社）
- WhiteTiger ～白虎隊西部開拓譚～（夏目義徳）
- NHKその時歴史が動いた〜激動幕末〜［集英社］（谷口敬）作画

### ドラマCD
- 花春酒造 『彼岸獅子の入城』（作品中に士中二番隊の伊東悌次郎や庄田保鉄（声：大原崇）が登場する（ジャケットイラスト：まっつん！）[11]）

### 舞台演劇
- 神保町花月年末年始公演 キラリ☆白虎隊 （2015年, 2016年、神保町花月）
- 武士白虎〜もののふ白き虎〜 （2015年、天王洲 銀河劇場、アートピアホール、梅田芸術劇場）
- 男劇団青山表参道X旗揚げ公演「SHIRO TORA~beyond the time~」（2018年6月14日-17日）AiiA2.5TheaterTokyo
- 感謝の日々を 特別企画｢どうか、白き雷よ｣（2024年2月14日-2月18日）大塚萬劇場
- 夢見る白虎隊（2024年11月21日 - 25日予定、IMM THEATER / 11月28日 - 12月9日予定、大阪松竹座 / 12月21日・22日予定、北國新聞赤羽ホール）

### ゲーム
- 白虎隊 志士異聞記 （株式会社ポニーキャニオン／株式会社オペラハウス） - 女性向け恋愛アドベンチャーゲーム。
- BYAKKO ～四神部隊炎恋記～(オトメイト) - 女性向け恋愛アドベンチャーゲーム。